# Distrito de Botoșani
Botoșani es un distrito (județ) de Rumanía con capital en la ciudad de Botoșani. Está ubicado en la región histórica de Moldavia, como parte de la subregión histórica de Baja Bucovina.

## Geografía
El distrito cuenta con un área total de 4986 km². El relieve está cubierto por una llanura alta, delimitada por los valles de los ríos Siret, Prut y su afluente, el Jijia.
El distrito limita con el raion de Edineț (República de Moldavia) al este, el  distrito de Suceava al oeste, el óblast de Chernivtsí (Ucrania) al norte y el distrito de Iași al sur.

## Demografía
En 2000, la población era de 460 973, y la densidad de 92 hab./km². La mayoría de los habitantes son de origen rumano (98%). Existen minorías conformadas por rusos, ucranianos y romas (gitanos). 
| Año  | N.º habitantes |
| ---- | -------------- |
| 1948 | 385 236        |
| 1956 | 428 050        |
| 1966 | 452 406        |
| 1977 | 451 217        |
| 1992 | 461 305        |
| 2002 | 452 834        |

## Economía
La agricultura constituye la principal actividad económica de este distrito. Las principales actividades industriales son la industria textil, la industria alimentaria, la industria de componentes eléctricos y la industria del vidrio y de la porcelana. En Stânca-Costești se levanta una de las mayores plantas hidroeléctricas de Rumanía.
Las principales atracciones turísticas son la ciudad de Botoșani, la aldea de Ipotești (lugar de nacimiento del poeta Mihai Eminescu), la aldea de Liveni (lugar de nacimiento del compositor musical George Enescu) y el museo de Săveni. 

## Divisiones administrativas
Desde 2005, el distrito cuenta con 2 ciudades con estatus de municipiu, 5 ciudades con estatus de oraș y 71 comunas.

### Ciudades con estatus demunicipiu
- Ciudad de Botoșani
- Dorohoi

### Ciudades con estatus deoraș
- Bucecea
- Darabani
- Flămânzi
- Săveni
- Ștefănești

### Comunas
- Adășeni
- Albești
- Avrămeni
- Bălușeni
- Blândești
- Brăești
- Broscăuți
- Călărași
- Cândești
- Concești
- Copălău
- Cordăreni
- Corlăteni
- Corni
- Coșula
- Coțușca
- Cristești
- Cristinești
- Curtești
- Dersca
- Dângeni
- Dimăcheni
- Dobârceni
- Drăgușeni
- Durnești
- Frumușica
- George Enescu
- Gorbănești
- Havârna
- Hănești
- Hilișeu-Horia
- Hlipiceni
- Hudești
- Ibănești
- Leorda
- Lozna
- Lunca
- Manoleasa
- Mihai Eminescu
- Mihăileni
- Mihălășeni
- Mileanca
- Mitoc
- Nicșeni
- Păltiniș
- Pomârla
- Prăjeni
- Rădăuți-Prut
- Răchiți
- Răuseni
- Ripiceni
- Roma
- Românești
- Santa Mare
- Stăuceni
- Suharău
- Sulița
- Șendriceni
- Știubieni
- Todireni
- Trușești
- Tudora
- Ungureni
- Unțeni
- Văculești
- Viișoara
- Vârfu Câmpului
- Vlădeni
- Vlăsinești
- Vorniceni
- Vorona